# François Duval (Rallyefahrer)
François Duval (* 18. November 1980 in Chimay) ist ein ehemaliger Rallyefahrer, der bis Mitte des Jahres 2005 mit seinem Beifahrer Stéphane Prévot in der Rallye-Weltmeisterschaft fuhr. Nach der Trennung von Prévot setzte sich Sven Smeets (ehemaliger Copilot von Freddy Loix) für den Rest der Saison auf den „heißen Stuhl“ neben Duval. Ab der Saison 2006 war der Franzose Patrick Pivato der Beifahrer von Duval.

## Karriere

### Nachwuchsfahrer
Duval fuhr seit der Rallye Portugal 2001 in der WM-Serie. 2002 startete er dort in der Junior-Wertung und wurde ein Jahr später von Ford unter Vertrag genommen. Bei Ford wurde er direkt in der ersten vollen Saison Gesamtachter, im Jahr darauf Gesamtsechster.

### Erfolge in der WRC

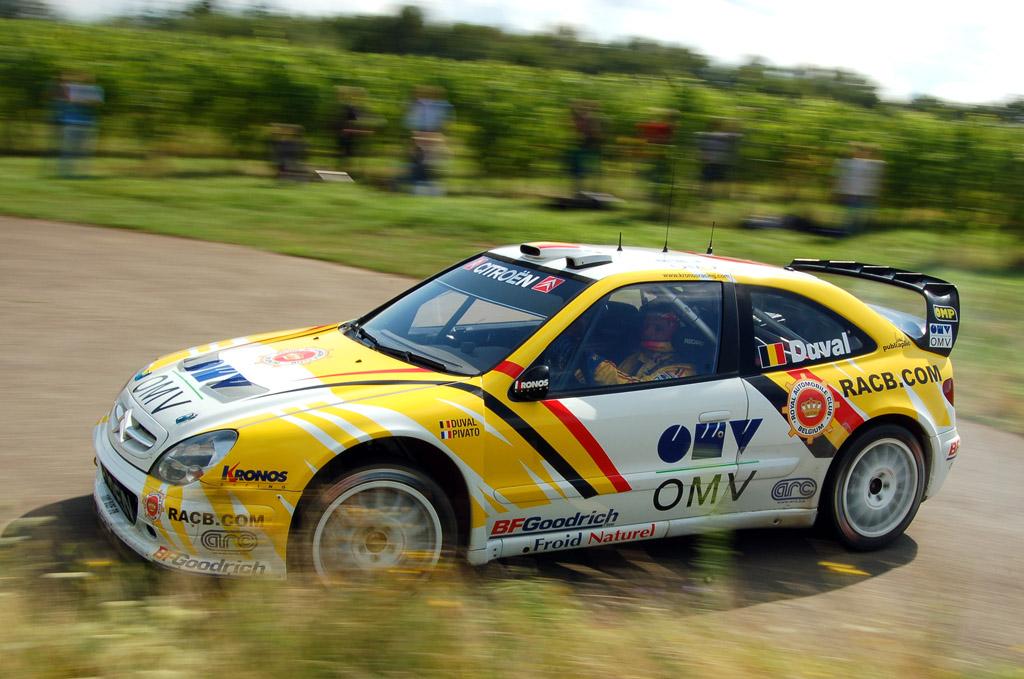
François Duval beim Training zur Rallye Deutschland des Jahres 2007

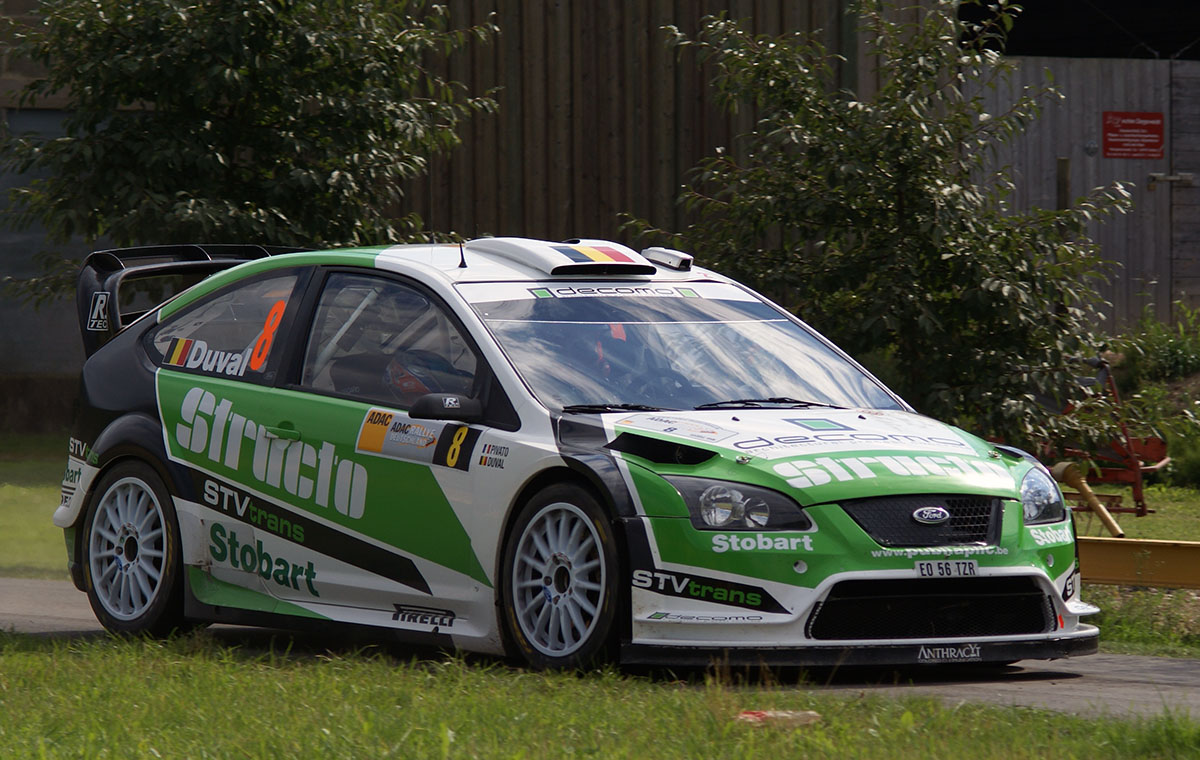
F. Duval / P. Pivato, Ford Focus RS, Rallye Deutschland 2008

2005 fuhr Duval neben dem Fahrer-Weltmeister Sébastien Loeb für das Weltmeister-Team von Citroën. Im letzten Lauf des Jahres (Rallye Australien) landete er mit seinem Citroën Xsara WRC dann den lang erhofften 1. Sieg in der Rallye-Weltmeisterschaft (WRC), in seinem 64. Wettbewerb. Die Saison war bis dahin eher enttäuschend für Duval gelaufen, er wurde zwischenzeitlich sogar durch Rallye-Veteran Carlos Sainz ersetzt, weil er einen Crash nach dem anderen produzierte.
2006 startete der Belgier im First Motorsport Team mit einem Škoda Fabia WRC. Ende des Jahres bestritt er, ebenfalls auf einem Škoda Fabia WRC, die Rallye du Condroz in Huy, einen Europameisterschaftslauf, den er schlussendlich im Duell gegen Bruno Thiry gewann. 2007 war geplant, dass Duval ab der Portugal-Rallye alle WM-Rallyes in Europa bestreitet, was aber durch Querelen rund um das First Motorsport Team nicht realisiert werden konnte. Am letzten April-Wochenende 2007 fuhr Duval mit einem Porsche 911 GT3 Road Challenge den dritten Meisterschaftslauf Belgiens, die Rallye de Wallonie rund um Namur, bei der er Zweiter wurde.
Duval bot sich dann eine neue Chance, als das Werksteam OMV Kronos Citroën ihm anbot, bei der Rallye Deutschland an den Start zu gehen. Ziel war es, vor den Ford-Fahrern um Marcus Grönholm zu landen und dem Finnen so Punkte wegzunehmen, um dadurch Weltmeister Sébastien Loeb (Citroën) den 4. Titel zu ermöglichen. Duval erreichte dies nach einer überzeugenden Leistung und einem 2. Platz, wodurch er wieder einmal auf sich aufmerksam machte.
Im November 2007 fuhr Duval dann erneut die Rallye du Condroz-Huy, auf der er seinen Vorjahressieg wiederholen konnte, diesmal auf einem Fiat Punto S2000. Dies war allerdings nur möglich, nachdem Freddy Loix, der bis zum Schlusstag relativ deutlich Führende, nach einem Regelverstoß und der daraus resultierenden Strafe sich dazu entschloss, nicht weiter zu fahren. Dennoch wurde Duvals fahrerisches Können gelobt, da es das erste Mal war, dass er in der 2000er-Klasse gefahren und für Testfahrten nicht viel Zeit geblieben war. Er meinte auch, dass diese Klasse durchaus eine Option für seine Zukunft sein könnte.
2010 nahm Duval an vier von zehn Läufen zur Rallycross-Europameisterschaft teil, wofür ihm ein rund 550 PS starker Ford Focus ST T16 4×4 zur Verfügung stand.